# Beastmaster – Herr der Wildnis/Episodenliste
Diese Episodenliste enthält alle Episoden der australisch-kanadischen Fernsehserie Beastmaster – Herr der Wildnis, sortiert nach der US-amerikanischen Erstausstrahlung. Zwischen 1999 und 2002 entstanden in drei Staffeln insgesamt 66 Episoden mit einer Länge von jeweils etwa 43 Minuten.

## Übersicht
| Staffel | Episodenanzahl | Erstausstrahlung USA | Erstausstrahlung USA | Deutschsprachige Erstausstrahlung | Deutschsprachige Erstausstrahlung |
| Staffel | Episodenanzahl | Staffelpremiere      | Staffelfinale        | Staffelpremiere                   | Staffelfinale                     |
| ------- | -------------- | -------------------- | -------------------- | --------------------------------- | --------------------------------- |
| 1       | 22             | 9. Oktober 1999      | 20. Mai 2000         | 10. August 2003                   | 18. Januar 2004                   |
| 2       | 22             | 7. Oktober 2000      | 19. Mai 2001         | 1. Februar 2004                   | 11. Juli 2004                     |
| 3       | 22             | 1. Oktober 2001      | 13. Mai 2002         | 18. Juli 2004                     | 13. Februar 2005                  |

## Staffel 1
Die US-amerikanische Erstausstrahlung der ersten Staffel erfolgte vom 9. Oktober 1999 bis zum 20. Mai 2000 (Content-Syndication). Die deutschsprachige Erstausstrahlung fand vom 10. August 2003 bis zum 18. Januar 2004 auf dem deutschen Free-TV-Sender ProSieben statt.
| Nr. (ges.) | Nr. (St.) | Deutscher Titel            | Originaltitel        | Erstausstrahlung USA | Deutschsprachige Erstausstrahlung (D) | Regie              | Drehbuch                      |
| ---------- | --------- | -------------------------- | -------------------- | -------------------- | ------------------------------------- | ------------------ | ----------------------------- |
| 1          | 1         | Die Legende lebt           | The Legend Continues | 9. Okt. 1999         | 10. Aug. 2003                         | Michael Offer      | Steve Feke                    |
| 2          | 2         | Gefährliche Leidenschaft   | Obsession            | 16. Okt. 1999        | 17. Aug. 2003                         | Michael Offer      | Steve Feke                    |
| 3          | 3         | Die Insel des Grauens      | The Island           | 23. Okt. 1999        | 24. Aug. 2003                         | Ian Gilmour        | Dawn Ritchie                  |
| 4          | 4         | Die Gefährten              | A Simple Truth       | 30. Okt. 1999        | 31. Aug. 2003                         | Ian Gilmour        | Carey Hayes & Chad Hayes      |
| 5          | 5         | Kampf der Amazonen         | Amazons              | 6. Nov. 1999         | 7. Sep. 2003                          | Michael Offer      | Dawn Ritchie                  |
| 6          | 6         | Der Dämon Curupira         | The Demon Curupira   | 13. Nov. 1999        | 14. Sep. 2003                         | Ralph L. Thomas    | Brendan Maher                 |
| 7          | 7         | Die Umpatra                | The Umpatra          | 20. Nov. 1999        | 21. Sep. 2003                         | Allan Eastman      | Simon Heath                   |
| 8          | 8         | Das letzte Einhorn         | The Last Unicorns    | 27. Nov. 1999        | 16. Nov. 2003                         | Brendan Maher      | Steven Whitney                |
| 9          | 9         | Der Prinz der Flamme       | Circle of Life       | 4. Dez. 1999         | 28. Sep. 2003                         | Peter Andrikidis   | Steve Feke                    |
| 10         | 10        | Das Rätsel der Nymphe      | Riddle of the Nymph  | 15. Jan. 2000        | 12. Okt. 2003                         | Brendan Maher      | Rob Baird & Kelly Senecal     |
| 11         | 11        | Schatten der Vergangenheit | Valhalla             | 22. Jan. 2000        | 19. Okt. 2003                         | Ian Gilmour        | Grahame Bond & Maurice Murphy |
| 12         | 12        | Im Wendekreis des Wolfes   | The Slayer           | 29. Jan. 2000        | 2. Nov. 2003                          | Chris Martin-Jones | Dawn Ritchie                  |
| 13         | 13        | Der Minotaurus             | The Minotaur         | 5. Feb. 2000         | 9. Nov. 2003                          | Brendan Maher      | Steve Feke                    |
| 14         | 14        | Zwischen Leben und Tod     | The Guardian         | 12. Feb. 2000        | 23. Nov. 2003                         | Michael Pattinson  | Tom Szollosi                  |
| 15         | 15        | Das Chamäleon-Kind         | The Chameleon        | 19. Feb. 2000        | 30. Nov. 2003                         | Ian Gilmour        | Steve Feke & Steven Whitney   |
| 16         | 16        | Pakt mit dem Teufel        | A Devil’s Deal       | 26. Feb. 2000        | 14. Dez. 2003                         | Ian Gilmour        | Steve Feke & Steven Whitney   |
| 17         | 17        | Die Tränen des Meeres      | Tears of the Sea     | 4. März 2000         | 7. Dez. 2003                          | Michael Pattinson  | Chad Hayes & Carey Hayes      |
| 18         | 18        | Der brennende Wald         | The Burning Forest   | 22. Apr. 2000        | 21. Dez. 2003                         | Pino Amenta        | Steven Whitney                |
| 19         | 19        | Der goldene Phönix         | The Golden Phoenix   | 29. Apr. 2000        | 28. Dez. 2003                         | Chris Martin-Jones | Ethlie Ann Varr               |
| 20         | 20        | Zwillinge                  | Gemini               | 6. Mai 2000          | 4. Jan. 2004                          | Pino Amenta        | Matt Weisman                  |
| 21         | 21        | Die Rettung                | Rescue               | 13. Mai 2000         | 11. Jan. 2004                         | Richard Franklin   | Dawn Ritchie                  |
| 22         | 22        | Der Verräter               | Revelations          | 20. Mai 2000         | 18. Jan. 2004                         | Ian Gilmour        | Steve Feke                    |

## Staffel 2
Die US-amerikanische Erstausstrahlung der zweiten Staffel erfolgte vom 7. Oktober 2000 bis zum 19. Mai 2001. Die deutschsprachige Erstausstrahlung fand vom 1. Februar bis zum 11. Juli 2004 auf dem deutschen Free-TV-Sender ProSieben statt.
| Nr. (ges.) | Nr. (St.) | Deutscher Titel                   | Originaltitel        | Erstausstrahlung USA | Deutschsprachige Erstausstrahlung (D) | Regie            | Drehbuch          |
| ---------- | --------- | --------------------------------- | -------------------- | -------------------- | ------------------------------------- | ---------------- | ----------------- |
| 23         | 1         | Die Affenmenschen                 | Manlinks             | 7. Okt. 2000         | 25. Jan. 2004                         | Ian Gilmour      | Steve Feke        |
| 24         | 2         | Iara                              | Iara                 | 14. Okt. 2000        | 1. Feb. 2004                          | Ian Gilmour      | Steve Feke        |
| 25         | 3         | Die Seherin                       | Seer                 | 21. Okt. 2000        | 8. Feb. 2004                          | Brendan Maher    | R.L. Thomas       |
| 26         | 4         | Orpheo                            | Orpheo               | 28. Okt. 2000        | 15. Feb. 2004                         | Ray Quint        | Tom Szollosi      |
| 27         | 5         | Verlorene Heimat                  | Xinca                | 4. Nov. 2000         | 22. Feb. 2004                         | Ian Gilmour      | Steve Feke        |
| 28         | 6         | Der Weg                           | Ghosts of the Forest | 11. Nov. 2000        | 7. März 2004                          | Ian Gilmour      | Jim Henshaw       |
| 29         | 7         | Tödlicher Hass                    | Rage                 | 18. Nov. 2000        | 14. März 2004                         | Richard Franklin | Sharon Buckingham |
| 30         | 8         | Der weiße Tiger                   | White Tiger          | 25. Nov. 2000        | 21. März 2004                         | Richard Franklin | Steve Feke        |
| 31         | 9         | Meister der Illusion              | Heart Like a Lion    | 2. Dez. 2000         | 28. März 2004                         | Pino Amenta      | Bill Searle       |
| 32         | 10        | Der Jäger                         | Gone                 | 20. Jan. 2001        | 4. Apr. 2004                          | Karl Zwicky      | Peter Lauterman   |
| 33         | 11        | Der Gott der Krokodile            | Golgotha             | 27. Jan. 2001        | 18. Apr. 2004                         | Ian Gilmour      | Tony DiFranco     |
| 34         | 12        | Taos Bruder                       | Tao’s Brother        | 3. Feb. 2001         | 25. Apr. 2004                         | Colin Budds      | Tony DiFranco     |
| 35         | 13        | Das Wolfskind                     | Wild Child           | 10. Feb. 2001        | 2. Mai 2004                           | Brenton Spencer  | Richard Oleksiak  |
| 36         | 14        | Die Löwenmenschen                 | Mate for Life        | 17. Feb. 2001        | 9. Mai 2004                           | Ray Quint        | Scott Kraft       |
| 37         | 15        | Die Pferdemenschen                | Centaurs             | 24. Feb. 2001        | 16. Mai 2004                          | Peter Andrikidis | Bill Gray         |
| 38         | 16        | Das fünfte Element                | Fifth Element        | 3. März 2001         | 23. Mai 2004                          | Karl Zwicky      | Tracy Forbes      |
| 39         | 17        | Tödliche Stille                   | A Terrible Silence   | 14. Apr. 2001        | 6. Juni 2004                          | Brenton Spencer  | Tom Szollosi      |
| 40         | 18        | Die Vögel                         | Birds                | 21. Apr. 2001        | 13. Juni 2004                         | Peter Andrikidis | Jim Henshaw       |
| 41         | 19        | Das Geheimnis des Sonnenkristalls | Mydoro               | 28. Apr. 2001        | 20. Juni 2004                         | Peter Andrikidis | Tony Di Franco    |
| 42         | 20        | Das Todesspiel                    | Game of Death        | 5. Mai 2001          | 27. Juni 2004                         | Pino Amenta      | Bill Gray         |
| 43         | 21        | Die zweite Generation             | Regeneration         | 12. Mai 2001         | 4. Juli 2004                          | Colin Budds      | Bill Searle       |
| 44         | 22        | Kampf um Xinca                    | Clash of the Titans  | 19. Mai 2001         | 11. Juli 2004                         | Pino Amenta      | David Barlow      |

## Staffel 3
Die US-amerikanische Erstausstrahlung der dritten Staffel erfolgte vom 1. Oktober 2001 bis zum 13. Mai 2002. Die deutschsprachige Erstausstrahlung fand vom 18. Juli 2004 bis zum 13. Februar 2005 auf dem deutschen Free-TV-Sender ProSieben statt.
| Nr. (ges.) | Nr. (St.) | Deutscher Titel         | Originaltitel      | Erstausstrahlung USA | Deutschsprachige Erstausstrahlung (D) | Regie                           | Drehbuch                    |
| ---------- | --------- | ----------------------- | ------------------ | -------------------- | ------------------------------------- | ------------------------------- | --------------------------- |
| 45         | 1         | Die Legende lebt weiter | The Legend Reborn  | 1. Okt. 2001         | 18. Juli 2004                         | Richard Franklin & Ian Thorburn | George Geiger               |
| 46         | 2         | Der Kristall-Schrein    | The Crystal Ark    | 8. Okt. 2001         | 25. Juli 2004                         | Colin Budds                     | Charles Lazer               |
| 47         | 3         | Der Auserwählte         | Chosen One         | 15. Okt. 2001        | 1. Aug. 2004                          | Colin Budds                     | David Tynan                 |
| 48         | 4         | Der Schleier des Todes  | Veil of Death      | 22. Okt. 2001        | 8. Aug. 2004                          | Richard Franklin                | David Barlow                |
| 49         | 5         | Kampf um Kwaiza         | The Prize          | 29. Okt. 2001        | 15. Aug. 2004                         | Colin Budds                     | Phil Bedard & Larry Lalonde |
| 50         | 6         | Tigerjagd               | Tiger, Tiger...    | 5. Nov. 2001         | 22. Aug. 2004                         | Michael Pattinson               | James Thorpe                |
| 51         | 7         | Die Hochzeit            | Slayer’s Return    | 12. Nov. 2001        | 29. Aug. 2004                         | Catherien Millar                | George Geiger               |
| 52         | 8         | Die Weissagung          | Destiny            | 19. Nov. 2001        | 5. Sep. 2004                          | Marc Singer                     | Tony Di Franco              |
| 53         | 9         | Der Kuss der Schlange   | Serpent’s Kiss     | 26. Nov. 2001        | 26. Sep. 2004                         | Colin Budds                     | Rick Drew                   |
| 54         | 10        | Die Retter des Waldes   | Dispossessed       | 14. Jan. 2002        | 10. Okt. 2004                         | Michael Pattinson               | Stacey Kaser                |
| 55         | 11        | Fügung des Schicksals   | Turning Point      | 21. Jan. 2002        | 17. Okt. 2004                         | Colin Budds                     | Charles Lazer               |
| 56         | 12        | Der Fluch               | The Hunter         | 28. Jan. 2002        | 24. Okt. 2004                         | Mark Piper                      | Peter Lauterman             |
| 57         | 13        | Yamira                  | Turned to Stone    | 4. Feb. 2002         | 7. Nov. 2004                          | Chris Martin-Jones              | Sarah Dodd                  |
| 58         | 14        | Die Entscheidung        | The Choice         | 11. Feb. 2002        | 14. Nov. 2004                         | Steven Grives                   | David Tynan                 |
| 59         | 15        | Die Karte               | Sisters            | 18. Feb. 2002        | 28. Nov. 2004                         | Brendan Maher                   | Gillian Horvath             |
| 60         | 16        | Das Bündnis             | The Alliance       | 25. Feb. 2002        | 5. Dez. 2004                          | Chris Martin-Jones              | Edwina Follows              |
| 61         | 17        | Der Prozess             | The Trial          | 8. Apr. 2002         | 2. Jan. 2005                          | Ian Thorburn                    | Sarah Dodd                  |
| 62         | 18        | Bund mit dem Teufel     | The Devil You Know | 15. Apr. 2002        | 9. Jan. 2005                          | Brendan Maher                   | Tony Difranco               |
| 63         | 19        | Das magische Schwert    | Double Edged       | 22. Apr. 2002        | 16. Jan. 2005                         | Colin Budds                     | Edwina Follows              |
| 64         | 20        | Blick in die Zukunft    | Rites of Passage   | 29. Apr. 2002        | 30. Jan. 2005                         | Pino Amenta                     | Sarah Dodd                  |
| 65         | 21        | Das dritte Zeichen      | End Game           | 6. Mai 2002          | 6. Feb. 2005                          | Colin Budds                     | David Tynan                 |
| 66         | 22        | Das neue Königreich     | A New Dawn         | 13. Mai 2002         | 13. Feb. 2005                         | Pino Amenta                     | Charles Lazer               |